# Sunday Bloody Sunday (píseň)
„Sunday Bloody Sunday“ je úvodní píseň z alba War od skupiny U2. Skladba má válečný rytmus hry na bicí, jednoduchý, ale drsný kytarový riff a harmonickou melodii.
Tato píseň je reakcí na severoirské spory, její název odkazuje na masakr tzv. Krvavé neděle z 30. ledna 1972, při kterém bylo ve městě Londonderry britskými vojáky zabito 13 neozbrojených účastníků protestního pochodu (a zraněno mnoho dalších). V písni se kromě odkazů na tuto událost objevují citace z Bible a píseň končí výzvou křesťanům, aby spolu přestali bojovat a přijali Ježíšova vítězství. Někteří píseň pochopili jako podporu irského boje a IRA, zpěvák Bono takový výklad striktně odmítl s tím, že ji na koncertech uváděl slovy: „Tohle není rebelská píseň, toto je Sunday Bloody Sunday“ a během písně mával bílou zástavou.